# Балка Очеретна (притока Боковеньки)
Балка Очеретна, Очеретяна — балка (річка) в Україні у Долинському районі Кіровоградської області. Ліва притока річки Боковеньки (басейн Дніпра).

## Опис
Довжина балки приблизно 4,40 км, найкоротша відстань між витоком і гирлом — 4,03 км, коефіцієнт звивистості річки — 1,09. Формується декількома струмками та загатами. На деяких ділянках балка пересихає.

## Розташування
Бере початок на південно-східній стороні від села Василівки. Тече переважно на південний захід через село Нагірне й на південно-східний околиці села Зелений Гай впадає в річку Боковеньку, праву притоку річки Бокової.

## Цікаві факти
- На балці існує газова свердловина[2].